# Automake

Flow diagram of autoconf and automake

GNU Automake是一種編程工具，可以產生供make程式使用的Makefile，用來編譯程式。它是自由軟體基金會發起的GNU計劃的其中一項，作為GNU構建系統的一部分。automake所產生的Makefile符合GNU編程標準。
automake是由Perl語言所寫的，必須和GNU autoconf一併使用。automake包含了以下命令：
- aclocal
- automake

aclocal是個泛用的程式，對於autoconf使用者是相當有用的。舉例而言，GNU Compiler Collection使用aclocal，即使Makefile是手寫的。
就像autoconf，automake並非完全向下相容的。舉例而言，使用automake 1.4的專案可能不能使用automake 1.9。

## 方法
Automake目標是讓使用者透過高階語言來寫makefile，而不是透過純手工的方式來寫整個makefile。在簡單的情況下，它能提供：
- 源檔案的列表
- 傳給編譯器的命令行選項列表（比如標頭檔置於哪個路徑）
- 傳給链接器的命令行選項列表（程式需要哪些程式庫以及它們的路徑）

經由這些資訊，Automake產生makefile能夠讓使用者：
- 編譯程式
- clean（清除，刪除編譯過程中所產生的檔案）
- 將程式安裝於標準路徑
- 將程式反安裝（從安裝的地方移除）
- create a source distribution archive (commonly called a tarball)
- test that this archive is self-sufficient, and in particular that the program can be compiled in a directory other than the one where the sources are deployed

### 依存性資訊的產生
Automake能夠自動生成依存性的資訊，因此，當一個源文件被修改，下次呼叫make命令的時候就會知道哪些源文件需要重新編譯。如果編譯器允許，Automake會試著讓依存性系統保持動態：無論何時源文件被編譯，都會要求編譯器重新產生依存性列表更新該文件的依存性。換句話說，依存性追蹤是編譯過程的一種邊際效應。
這企圖避免一些靜態依存性系統的問題，比如依存性只會在程式員開始專案時才會被偵測到。在這種情況下，如果源文件獲得一個新的依存性（例如，如果程式員增加了一個新的#include指令在C語言的源文件），這樣在真實的依存性和編譯系統所使用的依存性之間就會產生差異。程式員應該重新產生依存性，但很有可能忘了那樣做。在一般情況下，automake透過隨附的depcomp腳本生成依存性，這會適當的呼叫編譯器或是回到makedepend。如果gcc編譯器的版本夠新的話，automake將會inline依存性生成碼，直接呼叫gcc。

### Libtool
Automake还可用来辅助库的编译，它可以自动生成调用Libtool的Makefile文件，从而使程序员避免了直接调用Libtool,而项目也可以从此可移植的库生成工具获益。

## 外部連結
- Automake home page
- Online version of The Goat Book aka Autobook（页面存档备份，存于）
- Autotoolset home page（页面存档备份，存于）
- Article "Using Automake and Autoconf with C++" by Murray Cumming

### 教材
- Tutorial for beginners "Autotools Tutorial" by Sarah George
- Tutorial "Learning Autoconf and Automake" by Eleftherios Gkioulekas
- The "Autotools Tutorial（页面存档备份，存于）" by Alexandre Duret-Lutz introduces Autoconf, Automake, Libtool, and Gettext.
- Learning the GNU Development tools（页面存档备份，存于）